# Haus Schmidt (Bremen)

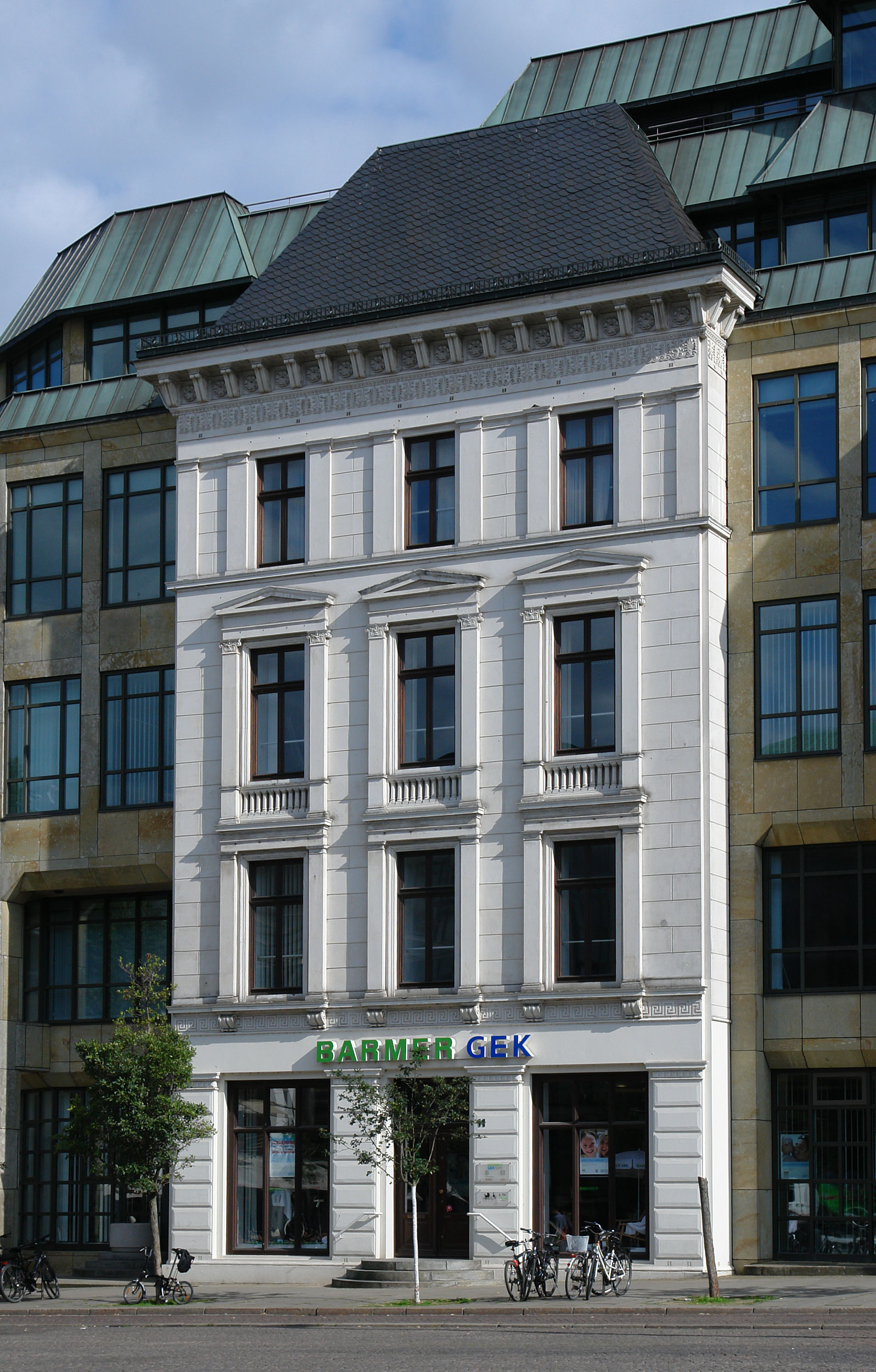
Domshof 11

Das Haus Schmidt  befindet sich in Bremen, Stadtteil Mitte, Domshof Nr. 11. Es entstand 1857 nach Plänen von Baumeister Dietrich.

Nur die erhaltene Fassade steht seit 1973 unter Bremer Denkmalschutz.

## Geschichte

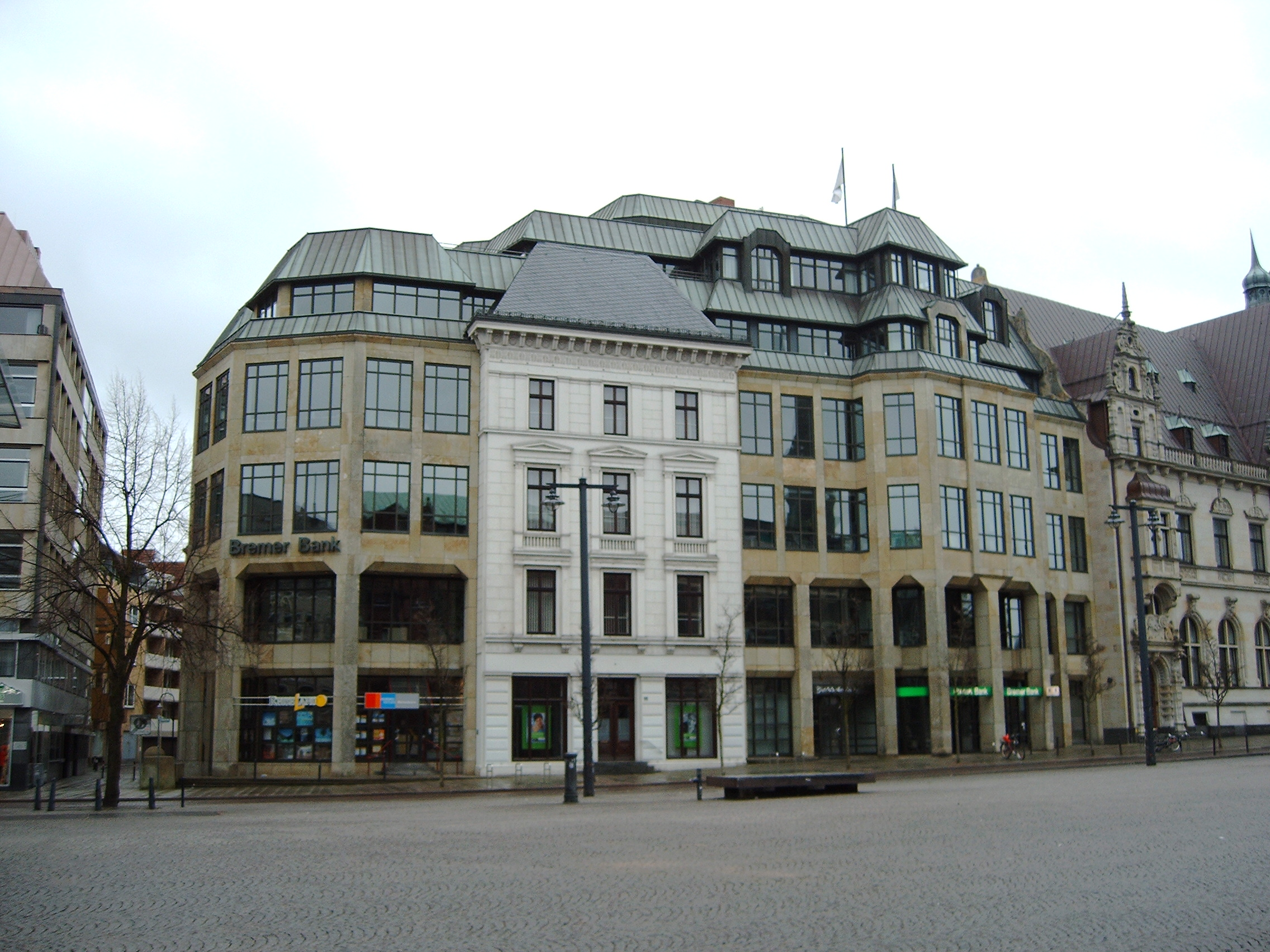
Nr. 8–12, früher Bremer Bank

Die viergeschossige, verputzte, dreiachsige Fassade mit einem kräftigen Traufgesims ist der Überrest eines Kaufmannshauses, das 1857 in der Epoche Klassizismus für den Kaufmann Johann Heinrich Schmidt gebaut wurde. Die Fassade zeigt eine deutliche Teilung in Sockel-, Haupt- und Attikageschoß. Darüber deutet der Rest eines Walmdaches die frühere Dachform an, die aber heute deutlich steiler ist als früher.

Von 1978 bis 1982 entstand nach Plänen von Dietrich und Hermann ein großer Erweiterungsbau für die Bremer Bank. Dabei wurde das Haus abgetragen und anschließend nur die Fassade an alter Stelle rekonstruiert. Diese Vorgehensweise wurde von der Fachwelt auch kritisiert.
Das Landesamt für Denkmalpflege Bremen befand: „...Besonders ist die monumentale Zusammenfassung der Fensterachsen im Hauptgeschoß, das auf ein fein durchgebildetes Sohlbankgesims über einem Mäanderband aufsetzt...“
Heute (2023) wird das Haus Nr. 11 durch das Regionalwarenhaus „Made in Bremen“ genutzt. In dem angrenzenden früheren Bremer-Bank-Gebäude am Domshof 8–12 befindet sich u. a. in der ehemaligen Schalterhalle die Filiale Manufactum Warenhaus und im Hof seit 2016 die Markthalle Acht.